# Brisbane Strikers
Der Brisbane Strikers Football Club ist ein australischer Fußballklub aus Brisbane im Bundesstaat Queensland.

## Geschichte

### National Soccer League
Als Brisbane United stieg der Klub zur Saison 1991/92 in den Spielbetrieb der National Soccer League ein. Mit 26 Punkten verpasste man hier die Finals nur denkbar knapp über den sechsten Platz. Aber schon in der darauffolgenden Saison lief es wesentlich schlechter, was in einem 14. und damit letzten Platz endete. Zur Spielzeit 1993/94 gab es dann die Umbenennung in Brisbane Strikers, womit auch ein neuer Inhaber den Klub übernahm, der zuvor noch in der Verwaltung von Football Queensland war. Von nun an platzierte man sich wieder im Mittelfeld der Liga, zur ersten Finals-Teilnahme kam es dann am Ende der Regular Season 1995/96, als man sich mit 57 Punkten über den vierten Platz positionierte. Gleich im Elimination Final schied man jedoch mit 3:1 nach Hin- und Rückspiel gegen Sydney United aus.
Auch in der Spielzeit 1996/97 gelang es dann wieder als Zweiter in der Regular Season sich für die Finals zu platzieren. Im Halbfinale traf man wieder auf Sydney United, gegen welche man am Ende ins Grand Final zog, wo man auch erneut wieder auf diese traf. Im Finale gelang es dann sich mit 2:0 durchzusetzen und erstmals einen Titel zu gewinnen. Nach mehreren Teilnahmen an den Finals, reichte es dann nach der Spielzeit 1997/98 mit 23 Punkten auf dem 12. Platz erst einmal nicht wieder für eine weitere Teilnahme. Dies besserte sich auch nicht in den darauffolgenden Jahren und so kam es erst in der Runde 2001/02 wieder dazu, dass die Mannschaft mit 37 Punkten über den vierten Platz sich für die Finals qualifizierte. Hier verlor man aber bereits im Elimination Final beide Partien gegen South Melbourne und so war hier auch schon wieder Schluss. Letztmals gelang dann in der Saison 2003/04 eine Finals Teilnahme, wo man diesmal in den Elimination Finals durch die Auswärtstorregel mit 4:4 gegen Adelaide United unterlag.
Dies war dann auch die letzte Spielzeit dieser Liga, welche danach von der A-League abgelöst wurde. Auch die Brisbane Strikers hatten sich um einen Platz dafür beworben, jedoch entfiel die Wahl auf die Brisbane Lions.

### Brisbane Premier League
Stattdessen trat die Mannschaft einen Startplatz in der Brisbane Premier League, an in den paar Jahren hier spielte man auch immer oben mit und gewann in der Spielzeit 2006 auch alle Wettbewerbe.

### Brisbane State League
Mit dem Start der Brisbane State League als zweitklassige Spielklasse, wechselte die Mannschaft in diese Spielklasse. In den Jahren hier schloss man mindestens immer als einer der zwei besten Klubs die Liga ab. So wechselte man sich den Meistertitel immer mit dem Sunshine Coast FC ab, wobei man hier dann auch nur zwei Titeln in den fünf Jahren wie die Liga so existierte sammelte.

### National Premier Leagues Queensland
Seit dem Jahr 2013 ist der Klub nun in der ebenfalls zweitklassigen National Premier Leagues Queensland beheimatet. Gleich in der ersten Saison erreichte man hier mit 42 Punkten über den vierten Platz die Finals. Gegen den Olympic FC schied man hier jedoch nach einer 0:2-Niederlage direkt aus. In der Spielzeit darauf platzierte man sich auf demselben Platz, schied diesmal aber auch wieder mit 1:2 im Halbfinale aus, diesmal gegen die Palm Beach Sharks. Ein wenig sich verbessern konnte man sich dann in der Spielzeit 2015 wo man diesmal auf dem zweiten Platz abschloss, gegen Moreton Bay United verlor man aber nur knapp das Finalspiel.
Erstmals am Ende der Saison 2016 sicherte sich die Mannschaft den ersten Platz in der Regular Season. So durfte man auch erstmals an den National Finals teilnehmen. In den State Finals, schied man bereits im Halbfinale gegen Redlands United aus. Etwas besser lief es dann aber in den National Finals, wo man nach einem Sieg über Canberra Olympic hier auch ins Sem-final einzog. Jedoch war hier nach einer 1:2-Niederlage gegen Sydney United dann auch wieder Schluss. Dieser Erfolg konnte mit einer zweiten Teilnahme an den National Finals in der Folgesaison dann nochmal wiederholt und sogar ausgebaut werden. Diesmal gelang es sogar bis ins Finale vorzustoßen, nur gegen Heidelberg United musste man mit 0:2 zurückstecken.
Mit 50 Punkten verpasste man dann nach vielen Jahren erstmals die Finals über den fünften Platz. Dies war aber kein einmaliger Ausrutscher, sondern dies führte sich auch in den folgenden Jahren weiter. So kam es auch dazu, dass die Saison 2021 mit nur acht Punkten auf dem 13. Platz mit einem Abstieg endete. Dieser wurde erst einige Jahre zuvor eingeführt und so kam es erstmals in der Klubgeschichte dazu, in eine sportlich schwächere Liga, Football Queensland Premier League, zu wechseln. Hier endete die Saison 2022 dann mit 33 Punkten auf dem dritten Platz, was zumindest einen Platz in den FQPL Finals bescherte.